# Dorodoca
Dorodoca is een geslacht van vlinders uit de familie prachtmotten (Cosmopterigidae).

## Soorten
- D. anthophoba Ghesquière, 1940
- D. chrysomochla Meyrick, 1915
- D. eometalla Meyrick, 1926
- D. leucomochla Meyrick, 1922
- D. melanostigma Diakonoff, 1954